# Aquilino Amuátegui
Aquilino Amuátegui Acha (1877 - 1919) fue un político socialista español.
El eibarrés Aquilino Amuátegui fue uno de los políticos vascos más destacados de la primera mitad del siglo XX. Obrero pistolero, de los llamados txisperuak, fue presidente de la Sociedad de Obreros Pistoleros de Éibar, activo negociador y luchador por la justicia social, tenía como meta la consecución de “las tres ochos”: ocho horas para trabajar, ocho horas de instrucción y ocio y ocho horas de descanso. 
Participó como concejal por más de una década en el ayuntamiento eibarrés donde llegó a ser teniente alcalde. Figura relevante del socialismo vasco en el que destacó por su discurso, tanto en castellano como en euskera, un discurso sincero y accesible que llegaba con facilidad al oyente.
Fue miembro de la banda de música a la que ingresó por convicción política, ya que la mayoría de sus miembros eran conservadores y utilizaban la banda para conmemorar algunos contrarios a los liberales.

## Biografía
Aquilino Amuátegui nació en la localidad guipuzcoana de Éibar en el País Vasco, España. Cursó sus primeros estudios en la escuela municipal donde tuvo como profesores a Gurmesinda López Guereñu, Zacarías Ramos y Segundo Mayora.  Como era costumbre en aquel tiempo, comenzó a trabajar muy joven en la fabricación de armas,  el principal producto industrial de Éibar en aquel entonces.
Se casó con Valentina Gisasola Larreategi con quien tuvo cuatro hijos, tres mujeres y un hombre, Dolores, Tomás, Inés y Aurora y perdió otros dos varones.

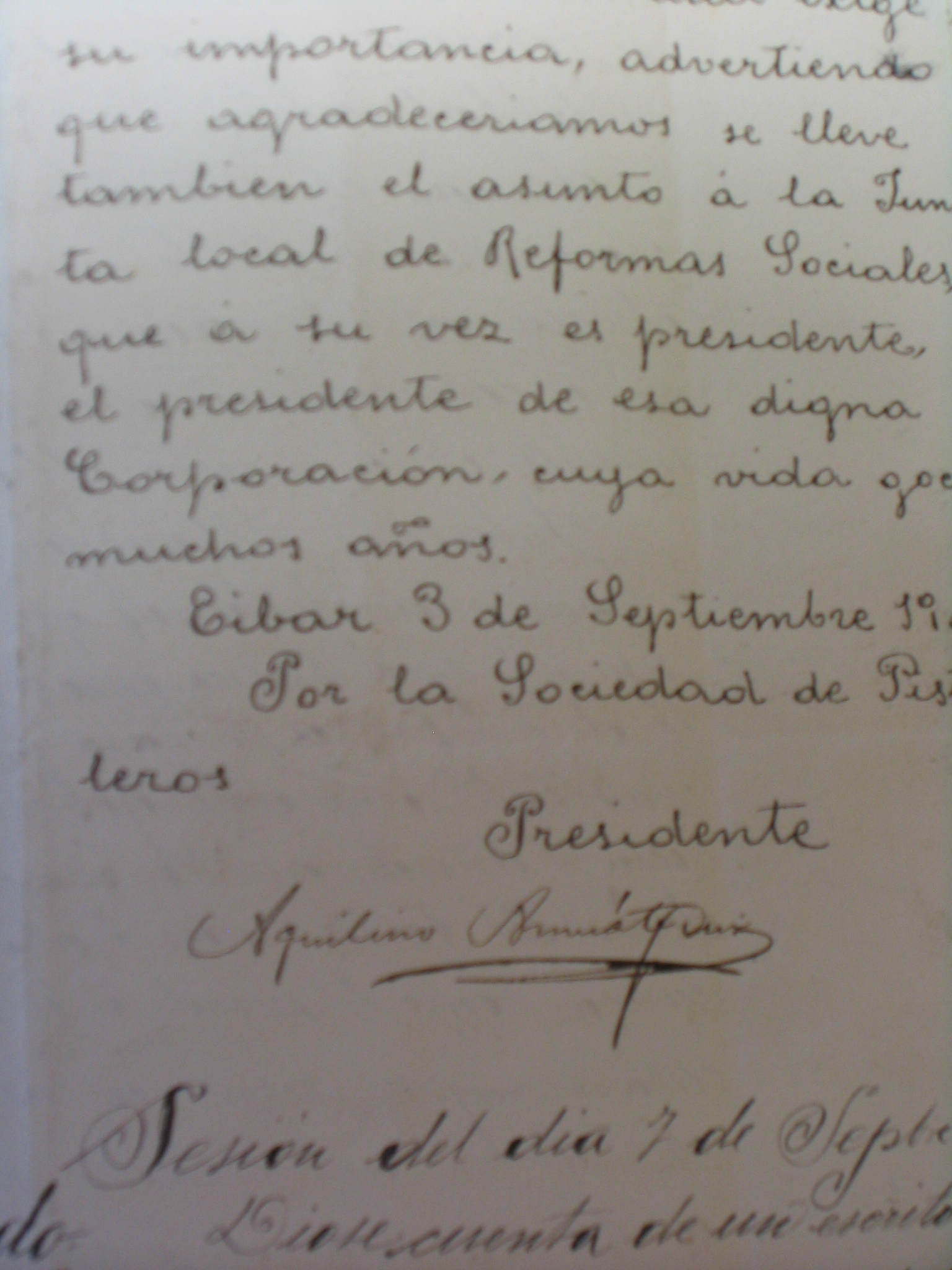
Firma de Aquilino Amuategui.

Trabajó durante 12 años en Orbea y luego se estableció por su cuenta en un pequeño taller en la Calle de la Estación de Éibar que llegó a tener hasta 6 obreros. 
En 1906 participó en el I Congreso de Juventudes Socialistas en Bilbao, reunión donde los diferentes núcleos locales constituyeron la Federación Nacional de Juventudes Socialistas.
Aquilino Amuátegui murió a la edad de 42 años el 13 de marzo de 1919 tras una enfermedad que contrajo en su exilio en Francia por la participación de en la huelga revolucionaria de 1917.
Amuátegui fue concejal socialista en el ayuntamiento eibarrés y teniente de alcalde por casi una década. Destacado orador, donde utilizaba el castellano y el euskera de manera habitual, realizó diferentes actos dentro de las actividades del PSOE tanto en Éibar como en el resto del País Vasco.
De fundamentos ideológicos y morales claros y fuertes destacaba por su honestidad y dinamismo. Como ejemplo de su iniciativa está la petición que realizó en el ayuntamiento eibarrés poco después de acceder a él por primera vez 

Pide al Ayuntamiento acuerde convocar á una reunión á todos los intelectuales, ex alcaldes y á cuantas personas que puedan ilustrar á la Corporación con objeto de exponer antes de los presupuestos la situación económica, los proyectos necesarios, algunos de ellos urgentes é indispensables para la salubridad y progreso del pueblo, para que expongan su parecer respecto á la forma y manera de llevarlos á la práctica.

Esto se complementa con su compromiso de dar cuenta de su gestión municipal "por trimestres en la Casa del Pueblo y semestralmente en mitin público".
Aquilino Amuátegui introdujo e impulsó en la corporación eibarresa la discusión y toma de postura sobre temas extra municipales como peticiones de amnistía por delitos de opinión, la guerra de África, la libertad de culto...
Se presentó a las elecciones provinciales del 11 de marzo de 1917 por la circunscripción de Vergara pero no logró salir electo.
Fue objeto de denuncias y acusaciones, en 1910 en una carta al periódico La voz de Guipúzcoa el exalcalde Antonio Iturrioz, del partido republicano, lo definía de esta forma para defenderlo de algunas acusaciones 

Contra los dicterios de los reaccionarios podemos decir sin que ninguna persona decente nos pueda atajar en nuestros asertos, que Amuátegui es una persona en completo juicio, honrada á carta cabal, laborioso incansable, amante de su familia como pocas, tolerante y respetuoso con sus amigos como respetada por ellos, porque se lo merece, porque es acreedora al respeto de los que la conocen. Si se lanza á la vida pública con el coraje que él sabe hacerlo, es en perjuicio de sus intereses particulares, pues para remediar en parte los perjuicios que con ellos se causa, tiene que redoblar sus esfuerzos en la profesión, en su trabajo cotidiano, único medio de vida con que cuenta. Así pues, cuanto haga en defensa de la causa de la libertad es completamente desinteresado, gratuito, y sin esperanzas de compensación, á mayor abundamiento. Ese es Amuátegui, y por eso precisamente se le ataca y se le persigue, para que de algún modo se le
reduzca á la inacción.